# Samira Bouchibti
Samira Bouchibti (Fez, Marokko, 25 oktober 1970) is een Nederlands politica en schrijfster van Marokkaanse afkomst. Eerder was ze programmamaakster, columniste en presentatrice. Bouchibti was namens de PvdA lid van de Tweede Kamer der Staten-Generaal.

## Loopbaan
Bouchibti werd geboren in Fez, maar groeide op in Haarlem. Ze studeerde journalistiek en communicatie, maar maakte beide opleidingen niet af. Ook woonde ze tien maanden in Zuid-Afrika. Vervolgens presenteerde ze verschillende televisieprogramma's, waaronder in 2000 Surinamers zijn beter dan Marokkanen (samen met Monique Hoogmoed). Ook was en is ze actief als bestuurder van culturele organisaties en als dagvoorzitter.

### Politieke carrière
Bij de Tweede Kamerverkiezingen 2006 werd Bouchibti gekozen als lid van het parlement voor de PvdA. Ze werd op 30 november 2006 beëdigd en hield zich onder meer bezig met het jeugdbeleid, zoals jeugdzorg, kindermishandeling en jeugdgezondheidszorg. Op 17 juni 2010 verliet ze de Kamer, nadat ze zich niet meer verkiesbaar had gesteld. In maart 2011 zegde ze haar lidmaatschap van de PvdA op.
In juli 2012 werd ze lid van de VVD. In 2014 stond ze voor die partij als achtste kandidaat op de lijst voor de verkiezingen van de gemeenteraad in haar woonplaats Amsterdam die onder leiding stond van Eric van der Burg. Na de verkiezingen werd zij duoraadslid voor de VVD-fractie. In 2017 kwam ze tussentijds alsnog in de raad.

## Persoonlijk
Bouchibti was als programmamaakster en presentatrice bekend als Samira Abbos. Abbos is de achternaam van haar moeder. In de Tweede Kamer voerde ze de naam Bouchibti, de naam van haar vader en haar officiële naam.